# Deutsche Grammophon
La Deutsche Grammophon Gesellschaft (DGG) est un label discographique allemand de musique classique, filiale d'Universal Music Group. Fondé en 1898, la Deutsche Grammophon Gesellschaft est, dans le monde, l'un des plus anciens éditeurs de musique enregistrée encore en activité avec Columbia fondé en 1889.

## Histoire

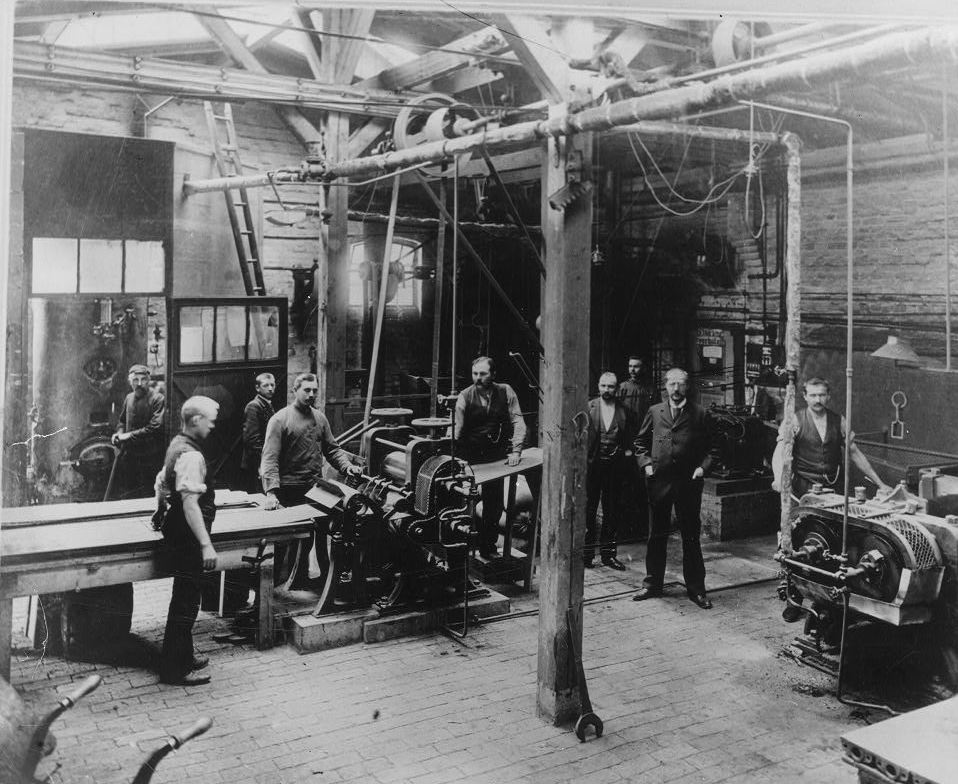
La première fabrique de gramophones du monde à Hanovre.

L'entreprise Deutsche Grammophon Gesellschaft est créée le 6 décembre 1898 à Hanovre par Emile Berliner (l'inventeur du gramophone) et son frère Joseph. Dès le début du XXe siècle, la société produit plusieurs millions de disques chaque année. Parmi les artistes qui font alors le succès de la société, on peut citer Enrico Caruso, Fédor Chaliapine, Nellie Melba.

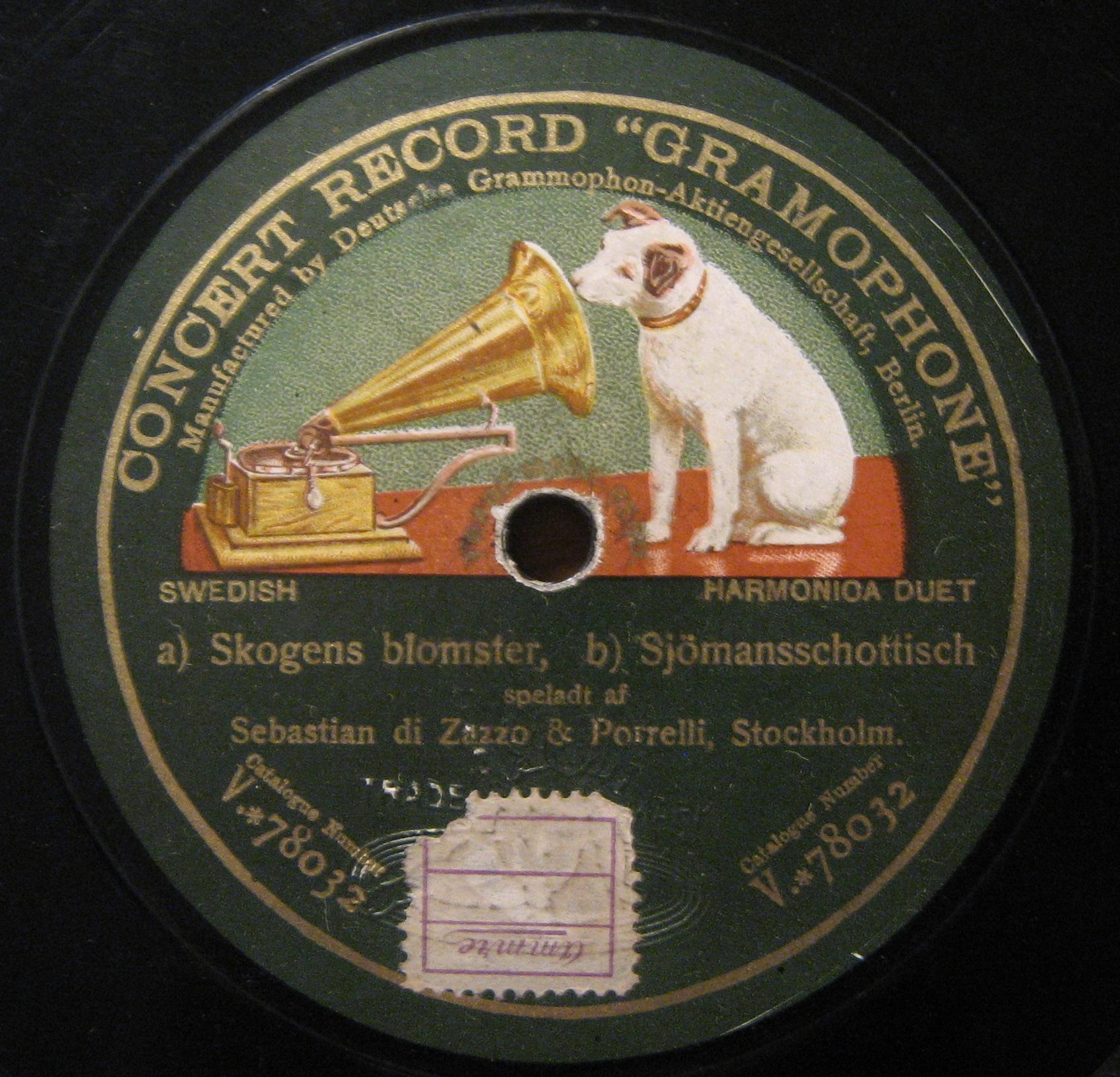
Étiquette d'un 78 tours Deutsche Grammophon suédois de 1910.

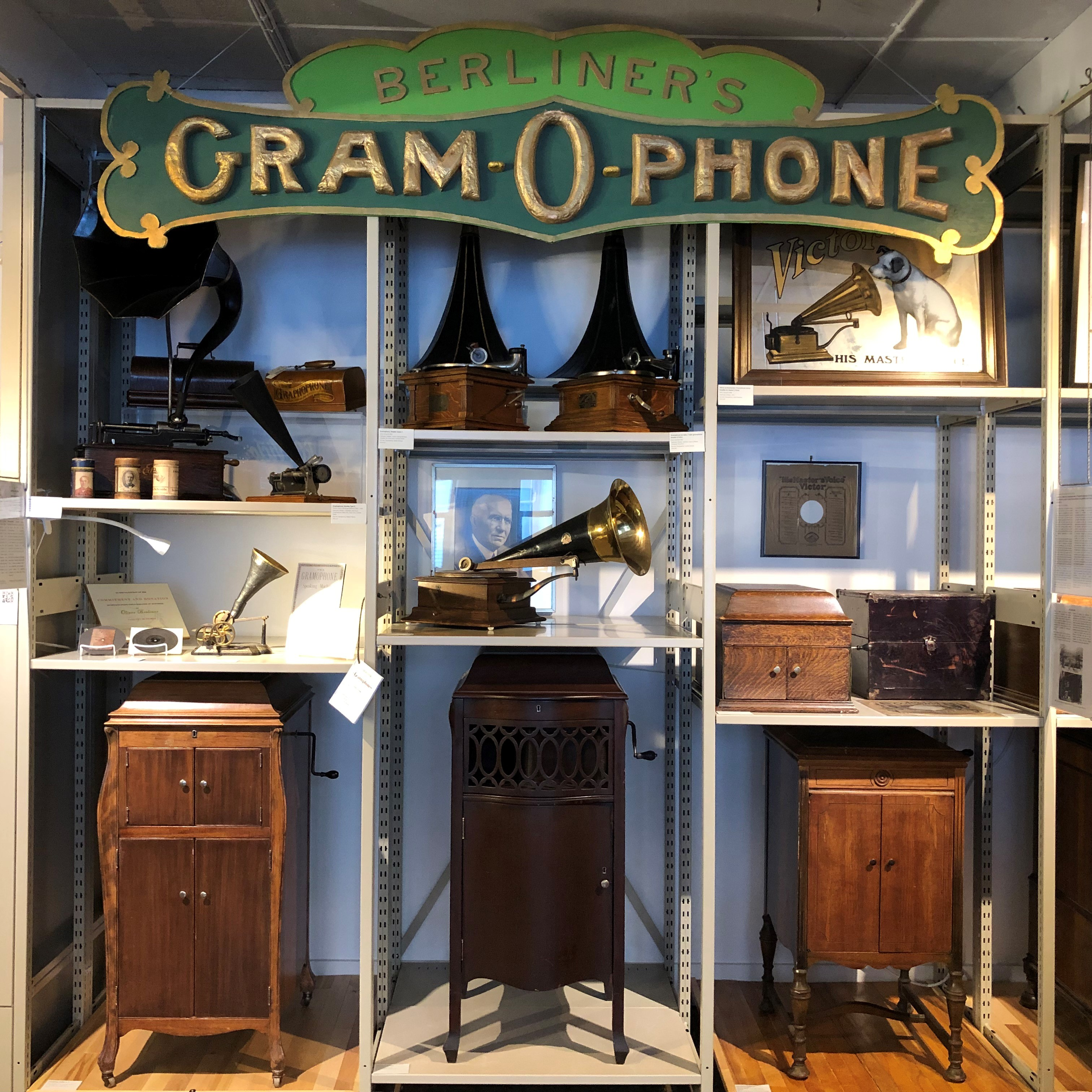
Musée des ondes Emile Berliner, dédié à Emile Berliner et ses inventions.

En 1941, la Deutsche Grammophon est rachetée par le groupe d'électronique Siemens & Halske et devient un « outil de propagande nazie ». Herbert von Karajan signe avec la maison de disques à cette époque avant de s'en éloigner après 1945 puis d'y revenir en 1959, date à partir de laquelle il enregistre près de 350 disques jusqu'à sa mort, devenant l'élément central du label et la base de son succès commercial. En 1962, Siemens et le groupe néerlandais Philips s'associent et regroupent toutes leurs activités musicales dans le groupe DGG/PPI qui donnera naissance à PolyGram en 1971. Philips devient l'actionnaire majoritaire du groupe PolyGram à la suite du désengagement de Siemens en 1987. En 1998, le groupe canadien Seagram rachète PolyGram et crée l'Universal Music Group.

## Principaux artistes
- Claudio Abbado
- Quatuor Amadeus
- Géza Anda
- Martha Argerich
- Arturo Benedetti Michelangeli
- Lazar Berman
- Leonard Bernstein
- Karl Böhm
- Pierre Boulez
- Plácido Domingo
- Gustavo Dudamel
- Quatuor Emerson
- Dietrich Fischer-Dieskau
- Pierre Fournier
- Ferenc Fricsay
- Carlo Maria Giulini
- Hélène Grimaud
- Emil Gilels
- Quatuor Hagen
- Gundula Janowitz
- Eugen Jochum
- Herbert von Karajan
- Wilhelm Kempff
- Carlos Kleiber
- Rafael Kubelík
- Quatuor LaSalle
- James Levine
- Christa Ludwig
- Lorin Maazel
- Zubin Mehta
- Anne-Sophie Mutter
- Agnes Obel[3],[4]
- Anne Sofie von Otter
- Seiji Ozawa
- Itzhak Perlman
- Trevor Pinnock
- Mikhaïl Pletnev
- Ivo Pogorelich
- Maurizio Pollini
- Karl Richter
- Rudolf Serkin
- Giuseppe Sinopoli
- Sting
- Yuja Wang
- Helmut Walcha
- Fritz Wunderlich
- Krystian Zimerman
- Orpheus Chamber Orchestra
- Anna Netrebko
- Elīna Garanča
- Seong-Jin Cho
- David Garrett
- Hilary Hahn
- Víkingur Ólafsson
- Alexandre Astier